# Liste tödlich verunglückter Formel-1-Fahrer

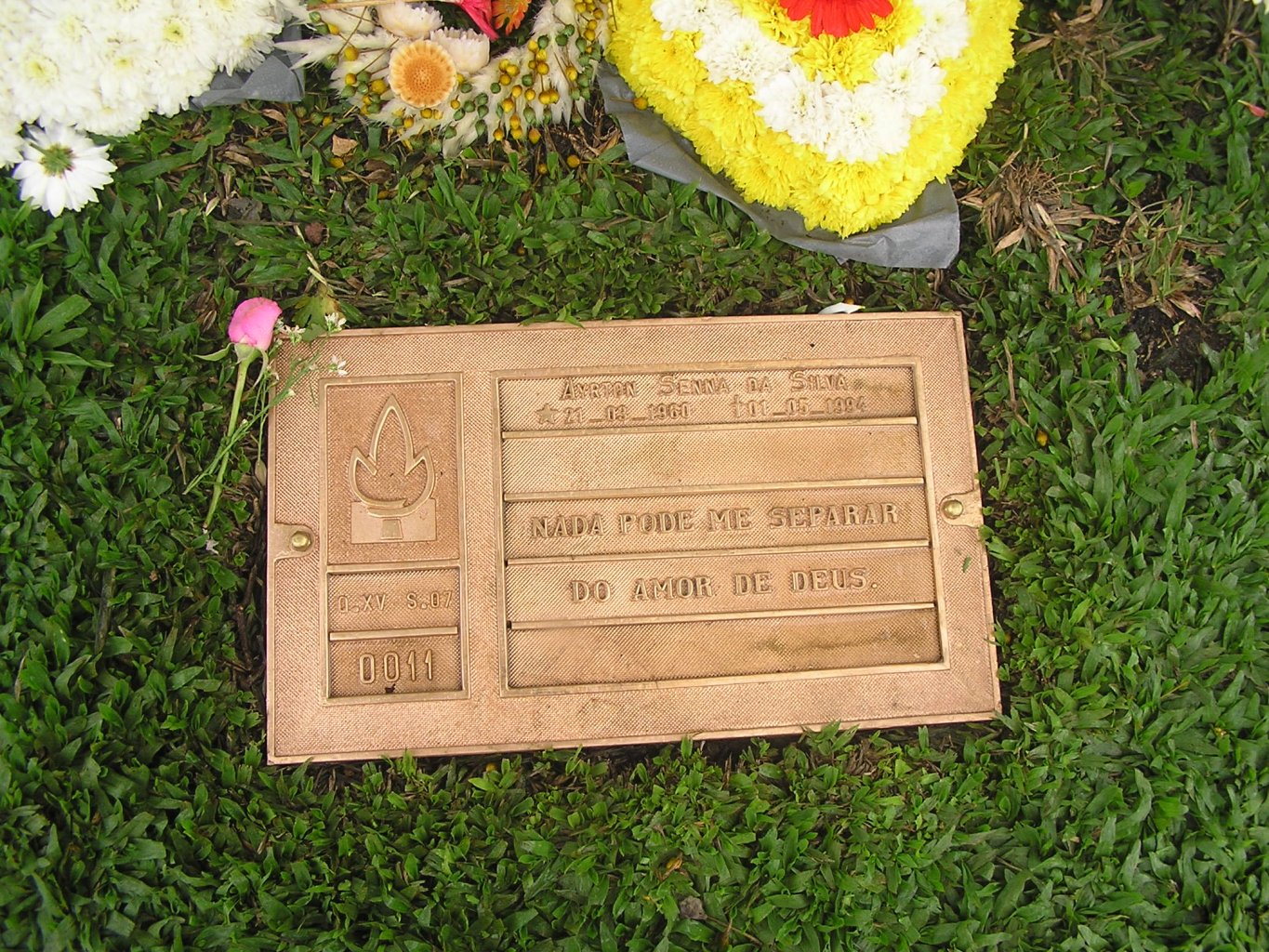
Das Grab von Ayrton Senna in Morumbi

Die unten aufgeführten Listen tödlich verunglückter Formel-1-Fahrer bieten einen Überblick über alle tödlichen Unfälle von Formel-1-Fahrern, die sich während offizieller Grand-Prix-Wochenenden, bei Testfahrten oder im Rahmen anderer Motorsportveranstaltungen ereignet haben.
Nicht aufgeführt sind Fahrer, die infolge von anderweitigen Unfällen starben (so kamen beispielsweise der frühere Weltmeister und Teamchef Graham Hill sowie sein Fahrer Tony Brise 1975 bei einem Flugzeugabsturz nach Testfahrten ums Leben).

## Hintergrund
Das Risiko von schweren Unfällen gilt als untrennbar mit der Formel 1 verbunden. Ihre Folgen haben sich allerdings seit Gründung der sogenannten „Königsklasse“ im Jahr 1950 drastisch verändert. Bis in die 1970er Jahre hinein waren tödliche Unfälle häufig. Sie wurden betrauert, aber auch als unvermeidbares Risiko akzeptiert. Doch die immer schneller werdenden Formel-1-Autos veranlassten die Piloten bald zu Protesten. Sie wollten nicht länger Spielbälle der Veranstalter und Teams sein und engagierten sich für mehr Sicherheit. Seit vielen Jahren schon verhindern immer schärfere Sicherheitsbestimmungen für Fahrzeuge und Strecken schlimme Unfallfolgen.
Seit 1994 starben Formel-1-Piloten nur an den Spätfolgen von Kollisionen durch besonders ungünstige Umstände. María de Villota stieß 2012 bei Testfahrten mit geringer Geschwindigkeit gegen die Ladefläche eines Lkw, erlitt einen Schädelbruch und verlor ein Auge, und starb überraschend ein Jahr später. Jules Bianchi fuhr 2014 beim Großen Preis von Japan in einen Radlader, der ein anderes Unfallfahrzeug barg; er erlitt dabei ein Schädel-Hirn-Trauma, an dem er 2015 starb.

## Liste tödlich verunglückter Formel-1-Fahrer

### Bei Formel-1-Rennen und -Trainings
Unmittelbar tödlich verunglückte Fahrer
Dieser Abschnitt führt die Fahrer auf, die unmittelbar bei einem Formel-1-Rennen oder -Training tödlich verunglückt sind oder innerhalb von 30 Tagen an den Folgen des Unfalls verstorben sind. Die „30-Tage-Frist“ ist an die Festlegungen für die statistische Erfassung der Verkehrstoten in den Mitgliedsstaaten der Europäischen Union und der FIA angelehnt.
Später an den Unfallfolgen verstorbene Rennfahrer sind weiter unten aufgeführt.
| Fahrer                         | Nation                     | Datum         | Fahrzeug/Team                                 | Details                                                                                  |
| ------------------------------ | -------------------------- | ------------- | --------------------------------------------- | ---------------------------------------------------------------------------------------- |
| Charles de Tornaco             | Belgien                    | 18. Sep. 1953 | Ferrari (Ecurie Francorchamps)                | Gran Premio di Modena (Training; Rennen zählte nicht zur WM)                             |
| Onofre Marimón                 | Argentinien                | 31. Juli 1954 | Maserati                                      | Großer Preis von Deutschland/Nürburgring (Training)                                      |
| Mario Alborghetti              | Italien                    | 11. Apr. 1955 | Maserati                                      | Grand Prix Automobile de Pau (Rennen zählte nicht zur WM)                                |
| Luigi Musso                    | Italien                    | 6. Juli 1958  | Ferrari                                       | Großer Preis von Frankreich/Reims (Rennen)                                               |
| Peter Collins                  | Vereinigtes Konigreich     | 3. Aug. 1958  | Ferrari                                       | Großer Preis von Deutschland/Nürburgring (Rennen)                                        |
| Stuart Lewis-Evans             | Vereinigtes Konigreich     | 25. Okt. 1958 | Vanwall                                       | Großer Preis von Marokko/Casablanca (Rennen) – 6 Tage später (Verbrennungen)             |
| Harry Schell                   | Vereinigte Staaten 49      | 13. Mai 1960  | Ecurie Bleue                                  | BRDC International Trophy, Silverstone (Training; Rennen zählte nicht zur WM)            |
| Chris Bristow                  | Vereinigtes Konigreich     | 19. Juni 1960 | Cooper-Climax                                 | Großer Preis von Belgien/Spa-Francorchamps (Rennen)                                      |
| Alan Stacey                    | Vereinigtes Konigreich     | 19. Juni 1960 | Lotus-Climax                                  | Großer Preis von Belgien/Spa-Francorchamps (Rennen)                                      |
| Shane Summers                  | Vereinigtes Konigreich     | 1. Juni 1961  | Cooper-Climax                                 | Silver City Trophy/Brands Hatch (Training; Rennen zählte nicht zur WM)                   |
| Wolfgang Graf Berghe von Trips | Deutschland Bundesrepublik | 10. Sep. 1961 | Ferrari                                       | Großer Preis von Italien/Monza (Rennen); postum Vizeweltmeister                          |
| Ricardo Rodríguez              | Mexiko 1934                | 1. Nov. 1962  | Lotus-Climax (Rob Walker Racing Team)         | Mexiko/Mexiko-Stadt (Training; Rennen zählte nicht zur WM)                               |
| Gary Hocking                   | Rhodesien und Njassaland   | 21. Dez. 1962 | Lotus-Climax (Rob Walker Racing Team)         | Natal Grand Prix/Südafrika (Training; Rennen zählte nicht zur WM)                        |
| Carel Godin de Beaufort        | Niederlande                | 2. Aug. 1964  | Porsche                                       | Großer Preis von Deutschland/Nürburgring (Training)                                      |
| Lorenzo Bandini                | Italien                    | 10. Mai 1967  | Ferrari                                       | Großer Preis von Monaco/Monte Carlo (Rennen) – 3 Tage später (Verbrennungen)             |
| Jo Schlesser                   | Frankreich                 | 7. Juli 1968  | Honda                                         | Großer Preis von Frankreich/Rouen (Rennen)                                               |
| Gerhard Mitter                 | Deutschland Bundesrepublik | 1. Aug. 1969  | BMW (F2)                                      | Großer Preis von Deutschland/Nürburgring (Training)                                      |
| Piers Courage                  | Vereinigtes Konigreich     | 21. Juni 1970 | De Tomaso-Ford für Frank Williams Racing Cars | Großer Preis der Niederlande/Zandvoort (Rennen)                                          |
| Jochen Rindt                   | Osterreich                 | 5. Sep. 1970  | Lotus-Ford                                    | Großer Preis von Italien/Monza (Training); postum Weltmeister                            |
| Jo Siffert                     | Schweiz                    | 24. Okt. 1971 | B.R.M.                                        | England/Brands Hatch – „World Championship Race“ (Rennen; Rennen zählte nicht zur WM)    |
| Roger Williamson               | Vereinigtes Konigreich     | 29. Juli 1973 | March-Ford                                    | Großer Preis der Niederlande/Zandvoort (Rennen)                                          |
| François Cevert                | Frankreich                 | 6. Okt. 1973  | Tyrrell-Ford                                  | Großer Preis der USA/Watkins Glen (Training)                                             |
| Helmut Koinigg                 | Osterreich                 | 6. Okt. 1974  | Surtees-Ford                                  | Großer Preis der USA/Watkins Glen (Rennen)                                               |
| Mark Donohue                   | Vereinigte Staaten         | 19. Aug. 1975 | March-Ford                                    | Großer Preis von Österreich/Spielberg (Warm Up) – 2 Tage später (Hirn-Thrombus)          |
| Tom Pryce                      | Vereinigtes Konigreich     | 5. März 1977  | Shadow-Ford                                   | Großer Preis von Südafrika/Kyalami (Rennen)                                              |
| Ronnie Peterson                | Schweden                   | 11. Sep. 1978 | Lotus-Ford                                    | Großer Preis von Italien/Monza (Rennen) – 1 Tag später (Embolie); postum Vizeweltmeister |
| Gilles Villeneuve              | Kanada                     | 8. Mai 1982   | Ferrari                                       | Großer Preis von Belgien/Zolder (Training)                                               |
| Riccardo Paletti               | Italien                    | 13. Juni 1982 | Osella-Ford                                   | Großer Preis von Kanada/Montréal (Rennen)                                                |
| Roland Ratzenberger            | Osterreich                 | 30. Apr. 1994 | Simtek-Ford                                   | Großer Preis von San Marino/Imola (Qualifying)                                           |
| Ayrton Senna                   | Brasilien                  | 1. Mai 1994   | Williams-Renault                              | Großer Preis von San Marino/Imola (Rennen)                                               |

Fahrer, die an den Spätfolgen verstorben sind
Dieser Abschnitt führt die Fahrer auf, die nach mehr als 30 Tagen an den Spätfolgen eines Unfalls bei einem Formel-1-Rennen oder -Training verstorben sind. Die „30-Tage-Frist“ ist an die Festlegungen für die statistische Erfassung der Verkehrstoten in den Mitgliedsstaaten der Europäischen Union und der FIA angelehnt.
| Fahrer        | Nation                 | Datum         | Fahrzeug/Team    | Details |
| ------------- | ---------------------- | ------------- | ---------------- | --- |
| John Taylor   | Vereinigtes Konigreich | 8. Sep. 1966  | Brabham-B.R.M.   | Großer Preis von Deutschland/Nürburgring (Rennen) – 4½ Wochen später (Brandwundeninfektion)                |
| Jules Bianchi | Frankreich             | 17. Juli 2015 | Marussia-Ferrari | Großer Preis von Japan/Suzuka (Rennen) – 9 Monate später an den Folgen des erlittenen Schädel-Hirn-Traumas |

### Bei Formel-1-Testfahrten
| Fahrer              | Nation                 | Datum         | Fahrzeug/Team                          | Details                                                                              |
| ------------------- | ---------------------- | ------------- | -------------------------------------- | ------------------------------------------------------------------------------------ |
| Cameron C. Earl     | Vereinigtes Konigreich | 18. Juni 1952 | ERA (MIRA)                             | Testfahrten in Nuneaton (GB)                                                         |
| Eugenio Castellotti | Italien                | 14. März 1957 | Ferrari                                | Testfahrten in Modena (I)                                                            |
| Giulio Cabianca     | Italien                | 15. Juni 1961 | Cooper (Scuderia Castellotti)          | Testfahrten in Modena (I)                                                            |
| Bob Anderson        | Vereinigtes Konigreich | 14. Aug. 1967 | Brabham-Climax (DW Racing Enterprises) | Testfahrten in Silverstone (GB)                                                      |
| Peter Revson        | Vereinigte Staaten     | 22. März 1974 | Shadow-Ford                            | Testfahrten in Kyalami (ZA)                                                          |
| Brian McGuire       | Australien             | 29. Aug. 1977 | McGuire                                | Testfahrten in Brands Hatch (GB)                                                     |
| Patrick Depailler   | Frankreich             | 1. Aug. 1980  | Alfa Romeo                             | Testfahrten in Hockenheim (D)                                                        |
| Elio de Angelis     | Italien                | 15. Mai 1986  | Brabham BMW Turbo                      | Testfahrten in Le Castellet (F) am 14. Mai 1986                                      |
| María de Villota    | Spanien                | 11. Okt. 2013 | Marussia                               | Testfahrten bei Duxford (GB) am 3. Juli 2012 – Spätfolgen des Unfalls (Schädelbruch) |

### Bei anderen Motorsportrennen oder Testfahrten
| Fahrer                | Nation                     | Datum         | Details                                                                     |
| --------------------- | -------------------------- | ------------- | --------------------------------------------------------------------------- |
| Joe Fry               | Vereinigtes Konigreich     | 29. Juli 1950 | Bergrennen im Blandford Military Camp in Dorset                             |
| Raymond Sommer        | Frankreich                 | 10. Sep. 1950 | Rennen in Cadours, Südfrankreich                                            |
| Cecil Green           | Vereinigte Staaten 48      | 29. Juli 1951 | Rennen der AAA auf dem Winchester Speedway, USA                             |
| Luigi Fagioli         | Italien                    | 20. Juni 1952 | Sportwagenrennen in Monte Carlo, Training – starb drei Wochen später        |
| Felice Bonetto        | Italien                    | 21. Nov. 1953 | Carrera Panamericana in Silao/Mexiko                                        |
| Guy Mairesse          | Frankreich                 | 24. Apr. 1954 | Montlhéry/Frankreich                                                        |
| Alberto Ascari        | Italien                    | 26. Mai 1955  | Private Sportwagen-Testfahrt in Monza                                       |
| Pierre Levegh         | Frankreich                 | 11. Juni 1955 | 24-Stunden-Rennen von Le Mans                                               |
| Don Beauman           | Vereinigtes Konigreich     | 7. Sep. 1955  | Sportwagen-Rennen in Wicklow/Irland                                         |
| Louis Rosier          | Frankreich                 | 29. Okt. 1956 | Rennen Coup de Salon in Paris                                               |
| Ken Wharton           | Vereinigtes Konigreich     | 12. Jan. 1957 | Sportwagen-Rennen in Ardmore/Neuseeland                                     |
| Alfonso de Portago    | Spanien 1945               | 12. Mai 1957  | Mille Miglia von Brescia                                                    |
| Piero Carini          | Italien                    | 30. Mai 1957  | Sportwagenrennen bei St. Etienne                                            |
| Herbert MacKay-Fraser | Vereinigte Staaten         | 14. Juli 1957 | Coupe de Vitesse, F2-Rennen in Reims                                        |
| William Whitehouse    | Vereinigtes Konigreich     | 14. Juli 1957 | Formel-2-GP von Reims                                                       |
| Archie Scott-Brown    | Vereinigtes Konigreich     | 19. Mai 1958  | Sportwagen-Rennen in Spa-Francorchamps                                      |
| Erwin Bauer           | Deutschland Bundesrepublik | 2. Juni 1958  | 1000-km-Rennen auf dem Nürburgring                                          |
| Peter Whitehead       | Vereinigtes Konigreich     | 21. Sep. 1958 | Tour de France für Automobile                                               |
| Jean Behra            | Frankreich                 | 1. Aug. 1959  | Sportwagenrennen Berlin-AVUS                                                |
| Ivor Bueb             | Vereinigtes Konigreich     | 1. Aug. 1959  | Trophée Auvergne in Clermont-Ferrand                                        |
| Harry Blanchard       | Vereinigte Staaten 48      | 31. Jan. 1960 | 1000-km-Rennen in Buenos Aires                                              |
| Ettore Chimeri        | Venezuela 1954             | 27. Feb. 1960 | Grand Prix für Sportwagen in Kuba                                           |
| Peter Ryan            | Kanada 1957                | 2. Juli 1962  | Coupe de Vitesse des Juniors in Reims                                       |
| Tim Mayer             | Vereinigte Staaten         | 28. Feb. 1964 | Tasman-Serie/Australien/Longford                                            |
| Walt Hansgen          | Vereinigte Staaten         | 7. Apr. 1966  | Testfahrten für das 24-Stunden-Rennen von Le Mans                           |
| Giacomo Russo         | Italien                    | 18. Juni 1967 | Formel-3-Rennen in Caserta, Italien                                         |
| Georges Berger        | Belgien                    | 23. Aug. 1967 | Marathon de la Route auf dem Nürburgring                                    |
| Ian Raby              | Vereinigtes Konigreich     | 7. Nov. 1967  | Formel-2-EM-Lauf in Zandvoort                                               |
| Jim Clark             | Vereinigtes Konigreich     | 7. Apr. 1968  | Formel-2-EM-Lauf in Hockenheim                                              |
| Mike Spence           | Vereinigtes Konigreich     | 7. Mai 1968   | 500 Meilen von Indianapolis, Training                                       |
| Ludovico Scarfiotti   | Italien                    | 8. Juni 1968  | Berg-EM-Lauf in Rossfeld bei Berchtesgaden                                  |
| Lucien Bianchi        | Belgien                    | 30. März 1969 | 24-Stunden-Rennen von Le Mans, Vortraining                                  |
| Paul Hawkins          | Australien                 | 26. Mai 1969  | Tourist-Trophy-Rennen im Oulton Park                                        |
| Moisés Solana         | Mexiko                     | 27. Juli 1969 | Bergrennen von Valle de Bravo-Bosencheve in Mexiko                          |
| Bruce McLaren         | Neuseeland                 | 2. Juni 1970  | CanAm-Testfahrten in Goodwood                                               |
| Ignazio Giunti        | Italien                    | 10. Jan. 1971 | 1000-km-Rennen in Buenos Aires                                              |
| Pedro Rodríguez       | Mexiko                     | 11. Juli 1971 | Interserie-Rennen auf dem Norisring                                         |
| Joakim Bonnier        | Schweden                   | 11. Juni 1972 | 24-Stunden-Rennen von Le Mans                                               |
| Nasif Estéfano        | Argentinien                | 21. Okt. 1973 | Langstreckenrennen in Aimogasta                                             |
| Silvio Moser          | Schweiz                    | 26. Mai 1974  | 1000-km-Rennen von Monza                                                    |
| Herbert Müller        | Schweiz                    | 24. Mai 1981  | 1000-km-Rennen auf dem Nürburgring                                          |
| Rolf Stommelen        | Deutschland Bundesrepublik | 24. Apr. 1983 | Sportwagenrennen in Riverside/USA                                           |
| Manfred Winkelhock    | Deutschland Bundesrepublik | 12. Aug. 1985 | Sportwagen-WM, 1000 km von Mosport/Kanada                                   |
| Stefan Bellof         | Deutschland Bundesrepublik | 1. Sep. 1985  | Sportwagen-WM, 1000-km-Rennen von Spa-Francorchamps                         |
| Jo Gartner            | Osterreich                 | 1. Juni 1986  | 24-Stunden-Rennen von Le Mans                                               |
| Didier Pironi         | Frankreich                 | 23. Aug. 1987 | Powerboat-Unfall bei der Isle of Wight/England                              |
| Denis Hulme           | Neuseeland                 | 4. Okt. 1992  | Herzinfarkt während eines Tourenwagenrennens auf dem Mount Panorama Circuit |
| Michele Alboreto      | Italien                    | 25. Apr. 2001 | Sportwagen-Testfahrten auf dem Lausitzring im Audi R8 LM                    |
| Justin Wilson         | Vereinigtes Konigreich     | 24. Aug. 2015 | Lauf der IndyCar Series auf dem Pocono Raceway                              |
|                       |                            |               |                                                                             |
| Chet Miller           | Vereinigte Staaten 48      | 15. Mai 1953  | 500 Meilen von Indianapolis, Training                                       |
| Carl Scarborough      | Vereinigte Staaten 48      | 30. Mai 1953  | 500 Meilen von Indianapolis, Rennen                                         |
| Manuel Ayulo          | Vereinigte Staaten 48      | 16. Mai 1955  | 500 Meilen von Indianapolis, Training                                       |
| Bill Vukovich         | Vereinigte Staaten 48      | 30. Mai 1955  | 500 Meilen von Indianapolis                                                 |
| Keith Andrews         | Vereinigte Staaten 48      | 15. Mai 1957  | 500 Meilen von Indianapolis, Training                                       |
| Pat O’Connor          | Vereinigte Staaten 48      | 30. Mai 1958  | 500 Meilen von Indianapolis                                                 |
| Jerry Unser           | Vereinigte Staaten 48      | 17. Mai 1959  | 500 Meilen von Indianapolis, Training                                       |
| Bob Cortner           | Vereinigte Staaten 48      | 19. Mai 1959  | 500 Meilen von Indianapolis, Training                                       |
| Tony Bettenhausen     | Vereinigte Staaten 48      | 12. Mai 1961  | 500 Meilen von Indianapolis, Training                                       |
| Eddie Sachs           | Vereinigte Staaten 48      | 30. Mai 1964  | 500 Meilen von Indianapolis                                                 |

1. 1 2 3 4 5 6 7 8 9 10  Diese Piloten nahmen an der Formel-1-Weltmeisterschaft nur im Rahmen des Indianapolis 500 teil, das von 1950 bis 1960 offizieller Wertungslauf der F1-WM war. Sie werden aber allgemein nicht als Formel-1-Fahrer angesehen.

### Tödlich verunglückte ehemalige oder amtierende F1-Weltmeister oder WM-Führende
| Fahrer                         | Nation                     | Datum         | Fahrzeug          | Unfall                                                                      | WM-Erfolge bzw. WM-Situation |
| ------------------------------ | -------------------------- | ------------- | ----------------- | --------------------------------------------------------------------------- | --- |
| Alberto Ascari                 | Italien                    | 26. Mai 1955  | Ferrari 750 Monza | Private Sportwagen-Testfahrt in Monza                                       | zweifacher Automobil-Weltmeister (1952, 1953, beide WM ausgeschrieben nach Formel-2-Reglement)                                         |
| Wolfgang Graf Berghe von Trips | Deutschland Bundesrepublik | 10. Sep. 1961 | Ferrari 156       | Großer Preis von Italien/Monza (Rennen)                                     | starb als F1-WM-Führender; wurde mit Ende des Unglücksrennens von Phil Hill von Rang 1 um nur einen Punkt verdrängt                    |
| Jim Clark                      | Vereinigtes Konigreich     | 7. Apr. 1968  | Lotus 48          | Formel-2-EM-Lauf in Hockenheim                                              | zweifacher Formel-1-Weltmeister (1963, 1965)                                                                                           |
| Jochen Rindt                   | Osterreich                 | 5. Sep. 1970  | Lotus-Ford        | Großer Preis von Italien/Monza (Training)                                   | starb als F1-WM-Führender und wurde zu Saisonende mit einem verbleibenden Vorsprung von fünf Punkten vor Jacky Ickx postum Weltmeister |
| Stefan Bellof                  | Deutschland Bundesrepublik | 1. Sep. 1985  | Porsche 956       | Sportwagen-WM, 1000-km-Rennen von Spa-Francorchamps                         | starb als amtierender Sportwagen-Weltmeister (1984 auf Porsche)                                                                        |
| Denis Hulme                    | Neuseeland                 | 4. Okt. 1992  | BMW M3            | Herzinfarkt während eines Tourenwagenrennens auf dem Mount Panorama Circuit | ehemaliger Formel-1-Weltmeister (1967)                                                                                                 |
| Ayrton Senna                   | Brasilien                  | 1. Mai 1994   | Williams FW16     | Großer Preis von San Marino/Imola (Rennen)                                  | dreifacher Formel-1-Weltmeister (1988, 1990, 1991)                                                                                     |

1. ↑  Dieser Pilot war nie Formel-1-Weltmeister, aber zum Zeitpunkt des Unfalls amtierender Weltmeister einer FIA-WM und bei einem Formel-1-Rennstall unter Vertrag.

## Nach Fahrernationen
| Rang | Nation                                  | Anzahl    | Anzahl   | Anzahl | Anzahl |
| Rang | Nation                                  | F1-Rennen | F1-Tests | Andere | Gesamt |
| ---- | --------------------------------------- | --------- | -------- | ------ | ------ |
| 01   | Vereinigtes Königreich                  | 9         | 2        | 7      | 18     |
| 02   | Italien                                 | 4         | 3        | 7      | 14     |
| 03   | Frankreich                              | 3         | 1        | 5      | 9      |
| 04   | Vereinigte Staaten                      | 2         | 1        | 5      | 8      |
| 05   | Deutschland                             | 2         | -        | 4      | 6      |
| 06   | Österreich                              | 3         | -        | 1      | 4      |
| 07   | Belgien                                 | -         | 1        | 2      | 3      |
| 07   | Schweiz                                 | 1         | -        | 2      | 3      |
| 09   | Mexiko                                  | 1         | -        | 1      | 2      |
| 09   | Schweden                                | 1         | -        | 1      | 2      |
| 09   | Australien                              | -         | 1        | 1      | 2      |
| 09   | Neuseeland                              | -         | -        | 2      | 2      |
| 13   | Argentinien                             | 1         | -        | -      | 1      |
| 13   | Brasilien                               | 1         | -        | -      | 1      |
| 13   | Kanada                                  | 1         | -        | -      | 1      |
| 13   | Niederlande                             | 1         | -        | -      | 1      |
| 13   | Föderation von Rhodesien und Njassaland | 1         | -        | -      | 1      |
| 13   | Spanien                                 | -         | -        | 1      | 1      |
| 13   | Venezuela                               | -         | -        | 1      | 1      |

1. ↑  Piloten, die in der Zeit von 1950 bis 1960 beim Indianapolis 500 ums Leben kamen, wurden nicht mitgezählt.

## Nach Strecken

Bei oder nach Unfällen auf der alten Nordschleife des Nürburgrings verloren fünf F1-Piloten ihr Leben

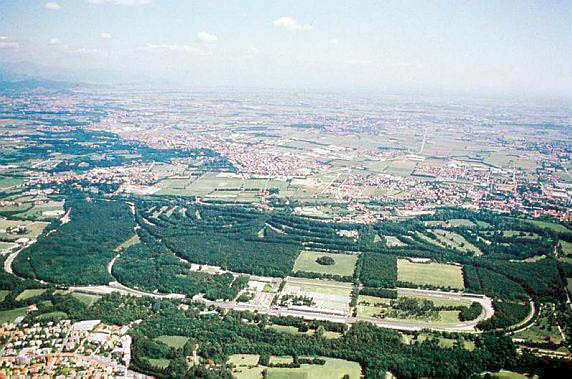
Im italienischen Monza starben drei Fahrer bei F1-Rennen

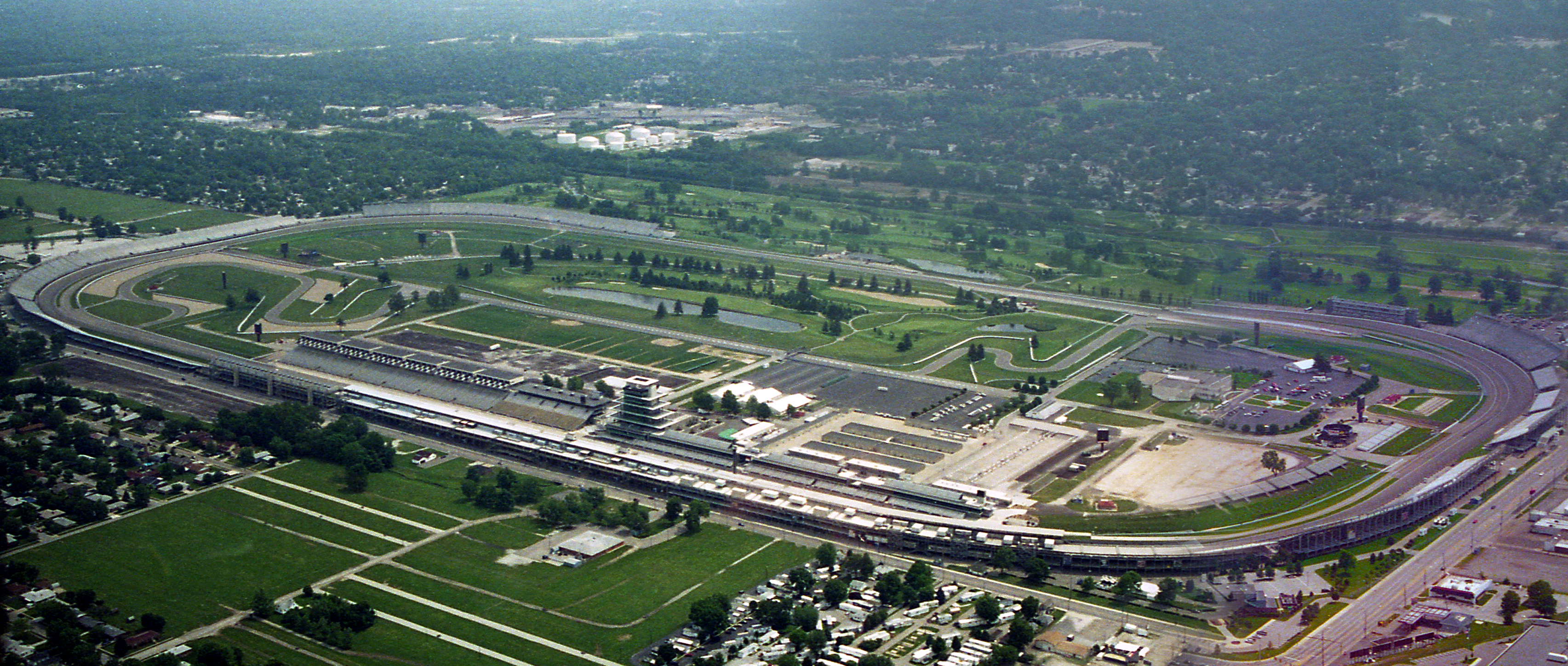
Auf dem Indianapolis Motor Speedway in den USA ereigneten sich die meisten tödlichen Unfälle

| Rang | Strecke           | Nation                 | Unfälle | Unfälle | Unfälle |
| Rang | Strecke           | Nation                 | Gesamt  | Erster  | Letzter |
| ---- | ----------------- | ---------------------- | ------- | ------- | ------- |
| 1    | Nordschleife      | Deutschland            | 5       | 1954    | 1969    |
| 2    | Monza             | Italien                | 3       | 1961    | 1978    |
| 3    | Brands Hatch      | Vereinigtes Königreich | 2       | 1961    | 1971    |
| 3    | Spa-Francorchamps | Belgien                | 2       | 1960    | 1960    |
| 3    | Zandvoort         | Niederlande            | 2       | 1970    | 1973    |
| 3    | Watkins Glen      | Vereinigte Staaten     | 2       | 1973    | 1974    |
| 3    | Imola             | Italien                | 2       | 1994    | 1994    |
| 8    | Pau               | Frankreich             | 1       | 1954    | 1954    |
| 8    | Reims             | Frankreich             | 1       | 1958    | 1958    |
| 8    | Ain-Diab          | Marokko                | 1       | 1958    | 1958    |
| 8    | Mexiko-Stadt      | Mexiko                 | 1       | 1962    | 1962    |
| 8    | Natal             | Südafrika              | 1       | 1962    | 1962    |
| 8    | Monte Carlo       | Monaco                 | 1       | 1967    | 1967    |
| 8    | Rouen             | Frankreich             | 1       | 1968    | 1968    |
| 8    | Spielberg         | Österreich             | 1       | 1975    | 1975    |
| 8    | Kyalami           | Südafrika              | 1       | 1977    | 1977    |
| 8    | Zolder            | Belgien                | 1       | 1982    | 1982    |
| 8    | Montréal          | Kanada                 | 1       | 1982    | 1982    |
| 8    | Suzuka            | Japan                  | 1       | 2014    | 2014    |
|      |                   |                        |         |         |         |
|      | Indianapolis      | Vereinigte Staaten     | 8       | 1953    | 1959    |

1. ↑  Das Indianapolis 500 gehörte von 1950 bis 1960 offiziell zur Formel-1-Weltmeisterschaft, d. h. es waren auch F1-Fahrzeuge zugelassen. Die Fahrer, die dort verunglückten, kamen allerdings nicht in F1-Autos ums Leben. Zudem wurde das Indy 500 trotz seiner vorübergehenden Zugehörigkeit zur F1-WM nicht als klassisches Formel-1-Rennen betrachtet, da es sich um ein Rennen auf einem Ovalkurs handelt.